# Bergljot Hobæk Haff
Bergljot Hobæk Haff (* 1. Mai 1925 in Botne; † 12. Februar 2016) war eine norwegische Schriftstellerin. Sie war für ihre historischen Romane bekannt. Sie wurde zweimal für den Literaturpreis des Nordischen Rates nominiert.
Nach einer Ausbildung als Lehrerin in Oslo und Kopenhagen war sie 24 Jahre in Dänemark wohnhaft.
Haff schrieb auf Riksmål und war Mitglied der Norwegischen Akademie für Sprache und Literatur.

## Bibliografie
- Raset – roman (1956)
- Liv – roman (1958)
- Du finner ham aldri – roman (1960)
- Bålet – roman (1962)
- Skjøgens bok – roman (1965)
- Den sorte kappe – roman (1969)
- Sønnen – roman (1971)
- Heksen – roman (1974)
- Gudsmoren. En menneskelig komedie – roman (1977)
- Jeg, Bakunin – roman (1983)
- Den guddommelige tragedie – roman (1989)
- Renhetens pris – roman (1992)
- Skammen – roman (1996)
- Sigbrits bålferd – roman (1999)
- Den evige jøde – roman (2002)
- Attentatet – roman (2004)

## Preise
- Gyldendals legat 1962
- Kritikerprisen 1962, für Bålet
- Gyldendals legat 1974
- Dobloug-Preis 1985
- Preis der Norwegischen Akademie 1988
- Aschehougprisen 1989
- Amalie Skram-prisen 1995
- Kritikerprisen 1996, für Skammen
- Brageprisen 1996, für Skammen
- Riksmålsforbundets litteraturpris 1996
- Anders Jahres kulturpris 1998